# ژلیکو تاناسکوویچ
ژلیکو تاناسکوویچ (انگلیسی: Željko Tanasković؛ زادهٔ ۸ ژوئیهٔ ۱۹۶۷) بازیکن والیبال اهل صربستان است.
از باشگاه‌هایی که در آن بازی کرده‌است می‌توان به باشگاه والیبال پاناتینایکوس اشاره کرد.